# Zulumyia dissimilis
Zulumyia dissimilis är en tvåvingeart som först beskrevs av Enrico Adelelmo Brunetti 1926.  Zulumyia dissimilis ingår i släktet Zulumyia och familjen vapenflugor. Inga underarter finns listade i Catalogue of Life.